# Acacia gladiiformis
Acacia gladiiformis é uma espécie de leguminosa do gênero Acacia, pertencente à família Fabaceae.